# Кац, Франц
Франц Михаэль Кац (нем. Franz Michael Katz; 1782, Антверпен, Австрийские Нидерланды — 28 мая 1851, Кёльн) — немецкий живописец, художник-портретист, миниатюрист, график, акварелист, коллекционер.

## Биография
Франц Кац учился рисунку и живописи в Дюссельдорфской академии искусств у Иоганна фон Лангера.
С 1805 года жил и работал в Кёльне. В 1812 год открыл высшую художественную школу для юношей и девушек, которая вскоре стала пользоваться хорошей репутацией у состоятельных жителей города. В числе его учеников были Карл Бегас, Отто Грасгоф, Франц Иттенбах и другие известные впоследствии художники.
Франц Кац был страстным коллекционером. В 1809 году он стал членом основанного Фердинандом Францем Вальрафом кёльнского общества любителей искусства и литературы «Olympische Gesellschaft». Коллекционировал картины, гравюры и гипсовые копии античных статуй. Однако в 1847 году Франц Кац был вынужден продать свою коллекцию на аукционе, чтобы удовлетворить требования кредиторов.